# Ганготри (национальный парк)
Ганготри (англ. Gangotri National Park) — национальный парк в Индии. Расположен в округе Уттаркаши штата Уттаракханд, в 30 км от Харсила. На северо-востоке парк граничит с Китаем. Создан в 1989 году, площадь составляет 1563 км². В парке обитают 15 видов млекопитающих и 150 видов птиц. Ганготри — один из 14 биосферных резерватов Индии. На территории парка находятся истоки реки Ганг — Гаумукх. Ежегодно тысячи индуистов совершают паломничество в это место.